# Бельхадж, Надир
На́дир Бельха́дж (араб. نذير بلحاج‎; род. 18 июня 1982, Сен-Клод, департамент Юра, Франция) — алжирский футболист, левый защитник клуба «Аль-Муайдар».

## Биография

### Клубная карьера
Бельхадж является воспитанником французского «Ланса», в резервной команде которого начинал свою профессиональную карьеру. Не сыграв за основной состав «Ланса» ни одного матча, в 2002 году перешёл в клуб второй лиги «Геньон» на правах аренды, а через год с ним был заключён контракт на постоянной основе. В 2004 году Бельхаджа приобрёл другой клуб второй французской лиги, «Седан», за который он выступал на протяжении двух сезонов и во втором сезоне помог клубу заработать выход в первую лигу.
В июле 2007 года Бельхаджа за 3,24 млн евро приобрёл чемпион Франции, лионский «Олимпик» и подписал с ним контракт на четыре с половиной года. По условиям сделки Бельхадж остался до конца сезона 2006/07 в составе «Седана». Окончательно перейдя в «Олимпик», Бельхадж не смог закрепиться в основном составе клуба, где на позиции левого защитника играл чемпион мира Фабио Гроссо, и в январе 2008 года был продан в «Ланс», заплативший за возвращение своего воспитанника 3,6 млн евро.
В «Лансе» Бельхадж провёл лишь половину сезона, а 1 сентября 2008 года был отдан английскому «Портсмуту» в аренду с правом выкупа его контракта. Бельхадж сразу же занял место в основном составе «Портсмута» и вместе с другим арендованным футболистом, Арманом Траоре из «Арсенала», сформировал мощный дуэт, закрывавший весь левый фланг. 30 декабря 2008 года Бельхадж подписал с «Портсмутом» контракт на четыре с половиной года, его трансфер обошёлся англичанам в 4,5 млн евро.
18 декабря 2011 года завоевал бронзу клубного чемпионата мира с «Аль-Саддом».

### Карьера в сборной

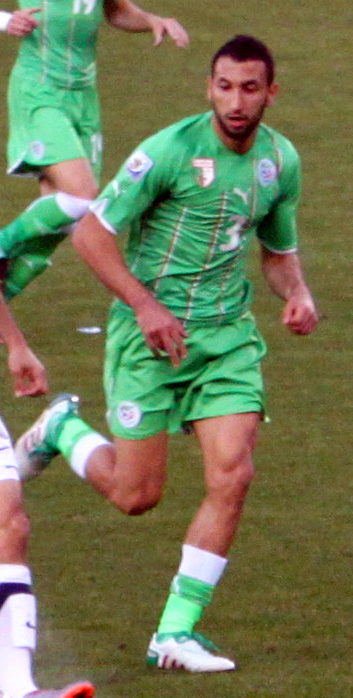
Бельхадж в составе сборной Алжира

Бельхадж родился во Франции, но имеет алжирские корни, поэтому мог представлять на международном уровне как сборную Франции, так и сборную Алжира. В 2000 году провёл два матча за юношескую (до 18 лет) сборную Франции.
28 апреля 2004 года Бельхадж дебютировал в составе национальной сборной Алжира в товарищеском матче против сборной Китая. 5 июня 2007 года забил свои первые голы за сборную, дважды со штрафных поразив ворота Роберто Аббондансьери в товарищеском матче со сборной Аргентины (3:4).
В мае 2012 года заявил о завершении карьеры в сборной страны.